# Lambayeque (provincie)
Lambayeque is de grootste van de drie provincies in de regio Lambayeque in Peru. De provincie heeft een oppervlakte van 9.347 km² en heeft 296.645 inwoners (2015). De hoofdplaats van de provincie is het district Lambayeque; dit district vormt  eveneens de stad (ciudad) Lambayeque.
De provincie grenst in het noorden aan de regio Piura, in het oosten aan de provincies Chiclayo en Ferreñafe, in het zuiden aan de Grote Oceaan en in het westen aan de regio Piura.

## Bestuurlijke indeling
De provincie Lambayeque is onderverdeeld in twaalf districten, UBIGEO tussen haakjes:
- (140302) Chochope
- (140303) Illimo
- (140304) Jayanca
- (140301) Lambayeque, hoofdplaats van de provincie en vormt de stad (ciudad) Lambayeque
- (140305) Mochumi
- (140306) Morrope
- (140307) Motupe
- (140308) Olmos
- (140309) Pacora
- (140310) Salas
- (140311) San José
- (140312) Túcume

Chiclayo · Ferreñafe · Lambayeque